# Arnold Imhof
Arnold Imhof (* 10. Juni 1950 in Arth, Kanton Schwyz) ist ein Schweizer Kunstmaler und Grafiker.

## Leben
Arnold Imhof, Sohn des Holzfällers und einstigen Bergbauernbuben Paul Imhof (1917–2000) sowie der Elisa, geborene Rust (* 1920), hatte in der Kindheit und in der früheren Jugendzeit den Wunsch Kapuziner-Mönch zu werden. Nachdem sich nicht zuletzt wegen mangelnden finanziellen Möglichkeiten der Grossfamilie (elf Geschwister) das Studium nicht realisieren liess, absolvierte Imhof eine Ausbildung als Schriftsetzer und arbeitete mehrere Jahre als Gestalter in Werbung und Verlagswesen. Freischaffend als Künstler und Grafiker ist er seit 1979. Er begann mit der Kunst als Autodidakt. 1973 reiste er für einen Studienaufenthalt nach Paris. Es folgten weitere Studienreisen, unter anderem nach Spanien, Arizona, Utah, Nordeuropa und in die Toscana.
In Paris kam Imhof zum ersten Mal in Kontakt mit der von A. C. Bhaktivedanta Prabhupada gegründeten Bewegung der hinduistischen Lehre (Hare-Krishna). Nebst seiner Tätigkeit als Kunstmaler engagiert er sich seither für die Bekanntmachung der vedischen Sanskrit-Lehren und hält Vorträge und Referate. 2002 gründete er den Verein "Oroccon Schweiz", der sich für einen kulturellen Brückenschlag zwischen Ost und West einsetzt. Seit 2004 hat der Verein über 50 Festivals in mehreren Städten der Schweiz und Europas durchgeführt. 
Imhof wohnt und arbeitet in Neuheim (Kanton Zug). Er ist Mitglied der Gilde Schweizer Bergmalerund von 1987 bis 1992 Präsident der Vereinigung Zuger Künstler.

## Werk
Motivisch bleibt Imhof vorwiegend bei der Natur, der Porträtmalerei und bei sozialkritischen Themen. Er arbeitet in den Techniken Aquarell, Pastell, Acryl und Öl. Vorbilder für sein Schaffen seien u. a. die Impressionisten und Ferdinand Hodler. 
Neben der Malerei stellt die Holzschnittgrafik eine wichtige Technik in Imhofs Werk dar, die er kontinuierlich verfeinert. Den grossformatigen Serien stehen dabei Holzschnittkarten in unlimitierter Auflagenzahl gegenüber. Ungewöhnlich ist dabei der Fokus auf Mehrfarbenholzschnitte mit bis zu zwölf Farben (oft durch Weiterbearbeitung von Grundplatten während des Druckprozesses mittels der Eliminationstechnik). In seinem 1987 erschienenen Buch Londona stellte Imhof z. B. einer achtteiligen Holzschnitt-Serie über die Reuss eine literarische Verarbeitung von religions-philosophischen Texten gegenüber.

## Ausstellungen (Auswahl)
- 2010: Meiner ersten Liebe gewidmet, Halle Zwygarten, Arth SZ
- 2005: Bergwelt 2005. Erlebnis Bergmalerei, Museum Bickel, Walenstadt
- 1998: Ausstellung der Vereinigung Zuger Künstler, Altstadthalle Zug
- 1997: Auf dem 47. Breitengrad. Ausstellungsprojekt Zug-Solothurn, Altstadthalle Zug (auch Kantonales Kulturzentrum Palais Besenval, Solothurn)
- 1997: 50 Jahre Vereinigung Zuger Künstler 1941-1991, Kunsthaus Zug